# Roewe 750
La Roewe 750 è un'autovettura prodotta dalla casa automobilistica cinese Roewe dal 2006 al 2016.

## Descrizione

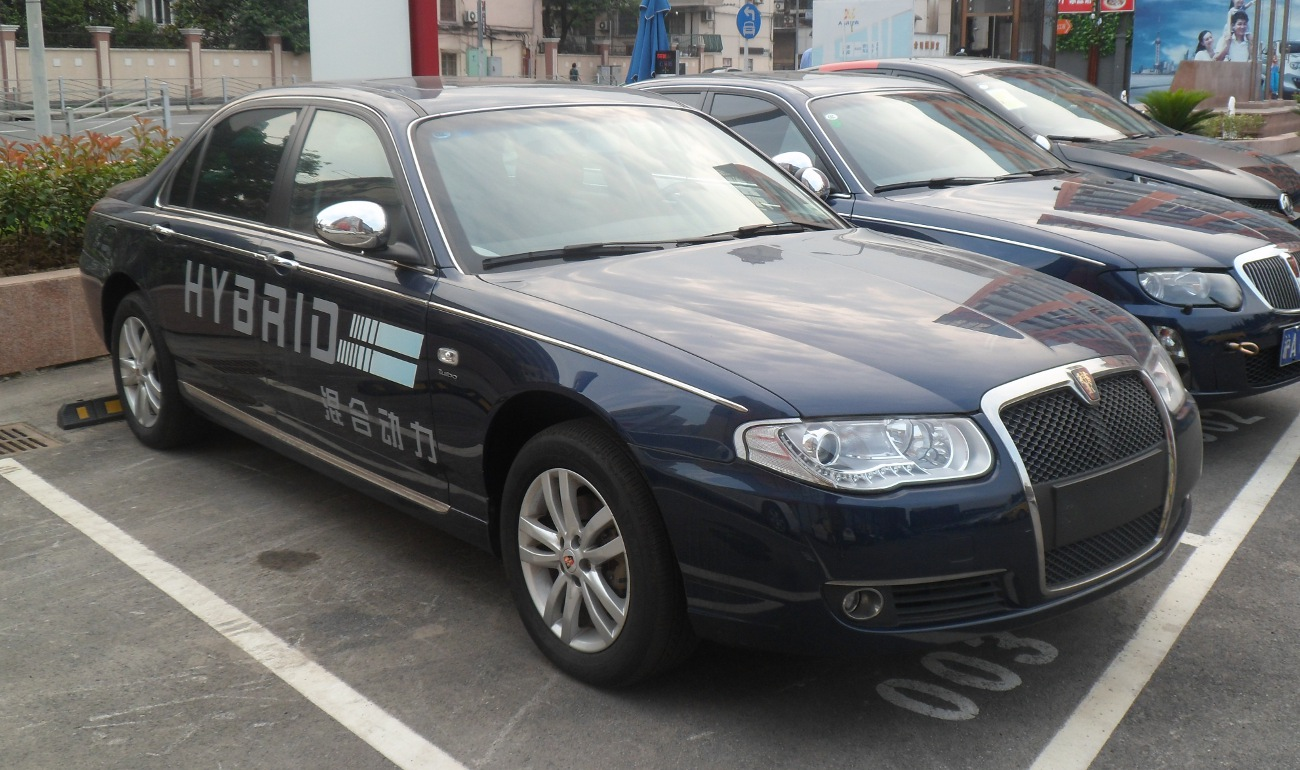
Roewe 750 Hybrid restyling del 2012

Lanciata nell'ottobre 2006 e con nome in codice SAC528, la Roewe 750 era costruita sul pianale pesantemente modificato della Rover 75 con passo allungato di 103 mm. A spingere la vettura al lancio c'era un motore a benzina V6 designato NV6 da 2,5 litri da 184 CV basato sul motore Rover KV6 e un inedito cambio automatico a cinque velocità. Successivamente è arrivato un motore a benzina 1.8 Turbo basato sul motore Rover serie K, che erogava circa 162 CV. 
La Roewe dichiarava un'accelerazione da 0 a 100 km/h in 9,5 secondi per la 1.8T manuale, 11,5 secondi per la 1.8T automatico e 10,2 secondi per la V6 automatica e velocità massime rispettivamente di 205 km/h per il 1,8 e di 220 km/h per il V6.
Nel 2007 è stata presentata una versione prototipale con motorizzazione ad idrogeno. Nel 2008 la Roewe 750 è stata esportata anche in Perù e Cile con il marchio MG. Nella primavera del 2009 la SAIC al salone di Shangahi aveva presentato due versioni prototipali della 750, una con propulsione ibrida e una variante totalmente elettrica. Nel 2010 la SAIC ha presentato al salone di Shanghai il restyling della Roewe 750. Nel 2011 è stata introdotta una versione ibrida.